# 香美町立小代中学校
香美町立小代中学校（かみちょうりつ おじろちゅうがっこう）は、兵庫県美方郡香美町小代区にある公立中学校。

## 沿革
- 1947年（昭和22年）4月22日 - 小代村立小代中学校開校式挙行、小代小学校に併設[1]。
- 1951年（昭和26年）12月 - 校舎第一期完成。
- 1952年（昭和27年）7月7日 - 校舎第二期完成。
- 1953年（昭和28年）5月 - 校舎第三期完成。
- 1955年（昭和30年）4月1日 - 小代村・射添村の合併により美方町発足に伴い、美方町立小代中学校と改称。
- 1963年（昭和38年）5月8日 - 運動場竣工。
- 1994年（平成6年）6月 - 学校ノーチャイム化[2]。
- 1996年（平成8年）12月25日 - 現・新校舎建築工事完了、竣工式挙行。
- 2005年（平成17年）4月1日 - 美方町・村岡町・香住町が合併し香美町発足に伴い、香美町立小代中学校と改称。

## 部活動
- 女子バレーボール部
- 男子陸上競技部

## 校区
- 香美町小代区全域。

## 交通アクセス
- 西日本旅客鉄道（JR西日本）山陰本線 八鹿駅前より
  - 全但バス秋岡行き「学校前」バス停下車。

## 通学区域が隣接している学校
- 新温泉町立夢が丘中学校
- 香美町立村岡中学校
- 養父市立関宮学園
- 鳥取県若桜町立若桜学園